# 越中一向一揆
越中一向一揆（えっちゅういっこういっき）は、文明11年（1479年）頃から天正4年（1576年）にかけて、越中の瑞泉寺と土山御坊門徒らが中心となった一向一揆。地方豪族化し、上杉謙信に制圧された。本拠は御峰城(土山御坊)・瑞泉寺・勝興寺。

## 概要
明徳元年（1390年）、本願寺第5世法主・綽如が瑞泉寺を創建、越中の拠点を築いた。嘉吉2年（1442年）に綽如の孫娘・勝如尼の夫・如乗（第6世法主巧如の次男）が加賀本泉寺を創建、加賀にも本願寺が進出していった。

## 加賀一向一揆の越中への侵入
文明7年（1475年）、加賀の富樫政親に弾圧された加賀一向一揆衆が越中に落ちのびる。(加賀一向一揆参照)

### 越中一向一揆の地方豪族化
文明13年（1481年）、加賀守護富樫政親に弾圧された加賀一向一揆衆は真宗大谷派井波別院瑞泉寺（南砺市）に逃げ込むが、脅威と感じた越中福光城主の石黒光義が瑞泉寺を襲撃しようとして逆に討たれた。越中は砺波郡に瑞泉寺の勢力が浸透する。

### 加賀守護が加賀一向一揆に討たれる
長享2年（1488年）、加賀国守護の富樫政親が加賀一向一揆に討たれた。加賀は第8世法主蓮如の3人の息子（松岡寺住持蓮綱・光教寺住持蓮誓・二俣本泉寺住持蓮悟）が統治した。
蓮如の次男蓮乗は如乗・勝如尼夫妻の婿となって瑞泉寺(南砺市)と二俣本泉寺(石川県金沢市二俣町)を譲られた。蓮乗の弟・蓮誓も勝如尼から土山御坊を譲られ、越中の門徒指導にあたった。蓮誓は土山御坊を次男実玄に譲渡（光教寺は3男顕誓が相続）したが、永正16年（1519年）に焼失、移転して安養寺御坊（勝興寺）を築いた。瑞泉寺も蓮乗の死後は義弟蓮欽（勝如尼の甥、妹了如の夫）の子孫が、二俣本泉寺は弟の蓮悟が相続していった。

### 般若野の戦い
永正3年（1506年）9月、長尾能景が畠山氏の要請を受けて越中に出兵するが、般若野の戦いで越中一向一揆・神保慶宗連合軍と戦って敗死した。このため、長尾能景の子・長尾為景は神保慶宗と永正17年（1520年）12月まで長期にわたる抗争を繰り返すようになる。

## 加賀一向一揆と本願寺の対立
享禄4年（1531年）、加賀一向一揆と本願寺が対立、大小一揆と呼ばれる内乱を起こすと勝興寺は本願寺側の大一揆に与した。結果、加賀は本願寺の直接統治下に入ったが、越中は勝興寺と瑞泉寺の支配下に入った。

## 越中の戦国時代
その後は長年に渡って強大な勢力を維持し、能登守護畠山氏や越後守護代長尾氏、越中守護代遊佐氏等と敵対してきた。永禄年間から元亀年間を経て天正年間に至るまでは甲斐武田氏と組んで、上杉謙信と激しく係争。

### 尻垂坂の戦い
元亀3年（1572年）9月初旬の尻垂坂の戦いで、加賀一向一揆・越中一向一揆は大敗し、越中一向一揆は壊滅。やがて上杉謙信との間に和睦が成立すると収束に向かった。

### 上杉謙信が越中を平定
天正4年（1576年）、上杉謙信が増山城、森寺城などを落城させ、越中を制圧。